# آنتونیو تابوکی
آنتونیو تابوکی (به ایتالیایی: Antonio Tabucchi) (زاده ۲۳ سپتامبر ۱۹۴۳ – درگذشته ۲۵ مارس ۲۰۱۲) از نویسندگان ایتالیایی بود. وی استاد زبان و ادبیات پرتغالی در دانشگاه سی ینای شهر فلورانس و مترجم آثار فرناندو پسوآ به ایتالیایی بوده‌است.

## در مورد نویسنده
آنتونیو تابوکی در ۲۴ سپتامبر ۱۹۴۳ میادی در شهر پیزا در شمال ایتالیا به دنیا آمد.
او در پاریس با اشعار فرناندو پسوا، شاعر و نویسنده تأثیرگذار پرتغالی آشنا شد.
پس از آن بود که به پرتغال و ادبیات این کشور علاقه‌مند شد و بسیاری از آثار پسوا را به زبان ایتالیایی ترجمه کرد.
آنتونیو تابوکی از منتقدان سرسخت سیلویو برلوسکونی، نخست‌وزیر سابق ایتالیا بود و از هیچ فرصتی برای انتقاد کردن از او پرهیز نکرد.
برخی از کارهای او به فیلم برگردانده شده‌اند. او همچنین از مؤسسان پارلمان بین‌المللی نویسندگان به‌شمار می‌رود.
پیش از بازنشستگی او استاد زبان پرتغالی در دانشگاه سیه‌نا ایتالیا بود.
شخصیت‌های کتاب‌های او آدم‌های مهمی نیستند و معمولاً از بطن جامعه هستند، آدم‌هایی با ظاهر معمولی و درد و رنج‌های زندگی روزمره.
کتاب‌های او در مذمت فاشیسم و حکومت راستگرایان است و خود او هم در سخنان خود بارها گفته که هر جامعه ای برای رسیدن به دموکراسی، باید هشیار و گوش به زنگ باشد.